# The Magic Position
The Magic Position es el tercer álbum de estudio del cantante británico Patrick Wolf, que fue publicado el 26 de febrero de 2007. Para este disco ha contado con la colaboración de Edward Larrikin (cantante de Larrikin Love) y de Marianne Faithfull.
De este álbum se han extraído los siguientes sencillos:
- Bluebells (2006)
- Accident & Emergency (2006)
- The Magic Position (2007)
- Get Lost (2007)

## Lista de canciones
1. Overture – 4:40
2. The Magic Position – 3:53
3. Accident & Emergency (con Edward Larrikin)– 3:17
4. The Bluebell – 1:11
5. Bluebells – 5:17
6. Magpie (con Marianne Faithfull)– 3:57
7. The Kiss – 1:05
8. Augustine – 4:19
9. Secret Garden – 1:49
10. (Let's Go) Get Lost – 3:17
11. Enchanted – 2:07
12. The Stars – 3:51
13. Finale – 1:57

- Datos: Q508128